# داریچه
داریچه، روستایی از توابع بخش مرکزی شهرستان الیگودرز در استان لرستان ایران است.
مردم این روستا در قدیم از طایفه های سرلک و عیسوند بودند اما درحال حاضر بیشتر ساکنان این منطقه از طایفه زلکی می باشند.

## جمعیت
این روستا در دهستان بربرود غربی قرار دارد و براساس سرشماری مرکز آمار ایران در سال ۱۳۸۵، جمعیت آن ۱۵۳ نفر (۳۰خانوار) بوده‌است.